# Campylospermum lanceolatum
Campylospermum lanceolatum är en tvåhjärtbladig växtart som först beskrevs av John Gilbert Baker, och fick sitt nu gällande namn av Joseph Marie Henry Alfred Perrier de la Bâthie. Campylospermum lanceolatum ingår i släktet Campylospermum och familjen Ochnaceae. Utöver nominatformen finns också underarten C. l. reflexum.